# Aspidiophorus tentaculatus
Aspidiophorus tentaculatus is een buikharige uit de familie Chaetonotidae. Het dier komt uit het geslacht Aspidiophorus. Aspidiophorus tentaculatus werd in 1954 voor het eerst wetenschappelijk beschreven door Wilke. 